# Meiry Lanunce
Meiry Lanunce (Taquaritinga do Norte, 9 de julho de 1976) é uma jornalista, repórter e apresentadora de televisão brasileira. Iniciou sua carreira jornalística em 2000, na TV Globo Pernambuco, onde atuou por vários anos. Atualmente é editora-chefe e apresentadora do Jornal Guararapes, telejornal exibido pela TV Guararapes, afiliada da RecordTV em Pernambuco. Além disso, também comanda o programa Poder & Negócios, transmitido pela mesma emissora.

## Biografia e carreira
Nascida em Taquaritinga do Norte, no agreste pernambucano, em 1976, Meiry Lanunce iniciou sua carreira na TV São Francisco (1998). Ingressou na Globo Nordeste em 2000 como repórter. Em 2006, assumiu o Bom dia Pernambuco, ficando no comando até 2017. Logo depois, passou a apresentar o NE2 onde conquistou uma das maiores audiências da TV Globo. Em setembro de 2020, foi afastada do comando do jornal NE2. No fim de 2021, Meiry pediu demissão da Globo. Logo depois, foi contratada pela TV Guararapes, filiada à Record, para assumir a bancada do telejornal da noite, Jornal Guararapes e a apresentação do programa Poder & Negócios, aos domingos. Meiry também entrou no mundo da propaganda e publicidade, atuando hoje como garota propaganda de marcas fortes no estado. Ao longo da carreira de jornalista, Meiry participou da Missão Diplomática nos EUA a convite da Embaixada dos EUA no Programa de Visitantes Internacionais (campo específico de atuação foi nos Programas de Combate à Violência Doméstica).

## Formação
Possui graduação em comunicação social e jornalismo pela Universidade Federal da Paraíba.

## Reconhecimento
Entre prêmios e indicações: 
- Prêmio Cristina Tavares de Jornalismo em 2005;
- Medalha de Mérito Jornalístico do Ministro pernambucano Marcos Freire (prêmio concedido pela Assembleia Legislativa em 2015);[10]
- Prêmio Melhores Comunicadores de Pernambuco (2022)[11]
- Cidadã recifense[nota 2]

## Trabalhos notáveis
- Repórter e apresentadora na TV São Francisco (Rede Bahia) de 1998 a 2000
- Repórter da Globo Nordeste de 2000 a 2004
- Apresentadora do Bom Dia Pernambuco (Globo Nordeste) de 2004 a 2017
- Apresentadora fixa do NETV (Globo Nordeste) de 2015 a 2019
- Apresentação do Jornal Guararapes desde 2022
- Dona de empresa na área de comunicação